# Wektor wodzący

Krzywa w przestrzeni trójwymiarowej. Wektor wodzący r jest parametryzowany za pomocą liczb t. Dla r = a czerwona linia jest styczna do krzywej, a niebieska płaszczyzna jest prostopadła (normalna) do krzywej

Wektor wodzący (wektor położenia) danego punktu A – wektor zaczepiony w początku O układu współrzędnych, mający koniec w punkcie A:
{\displaystyle {\vec {r}}={\overrightarrow {OA}}.}
W fizyce wektor wodzący określa położenie układu w przestrzeni konfiguracyjnej. W przypadku pojedynczego, punktowego ciała poruszającego się w przestrzeni wektor wodzący można wyrazić np. za pomocą trzech współrzędnych kartezjańskich
{\displaystyle {\vec {r}}(t)=[x(t),y(t),z(t)],}
gdzie {\displaystyle t} oznacza np. czas. Wektor wodzący kreśli trajektorię, po której porusza się wybrany punkt ciała.
W przypadku układu złożonego o n stopniach swobody wektor wodzący jest n-elementowym wektorem w przestrzeni konfiguracyjnej układu, przy czym wyraża się go za pomocą tzw. współrzędnych uogólnionych, których liczba jest równa liczbie stopni swobody układu
{\displaystyle q(t)=[q_{1}(t),q_{2}(t),\dots ,q_{n}(t)]}